# Cereus fricii
Cereus fricii es una especie de planta suculenta perteneciente al género Cereus, dentro de la familia Cactaceae. Se distribuye por Colombia y Venezuela.

## Descripción

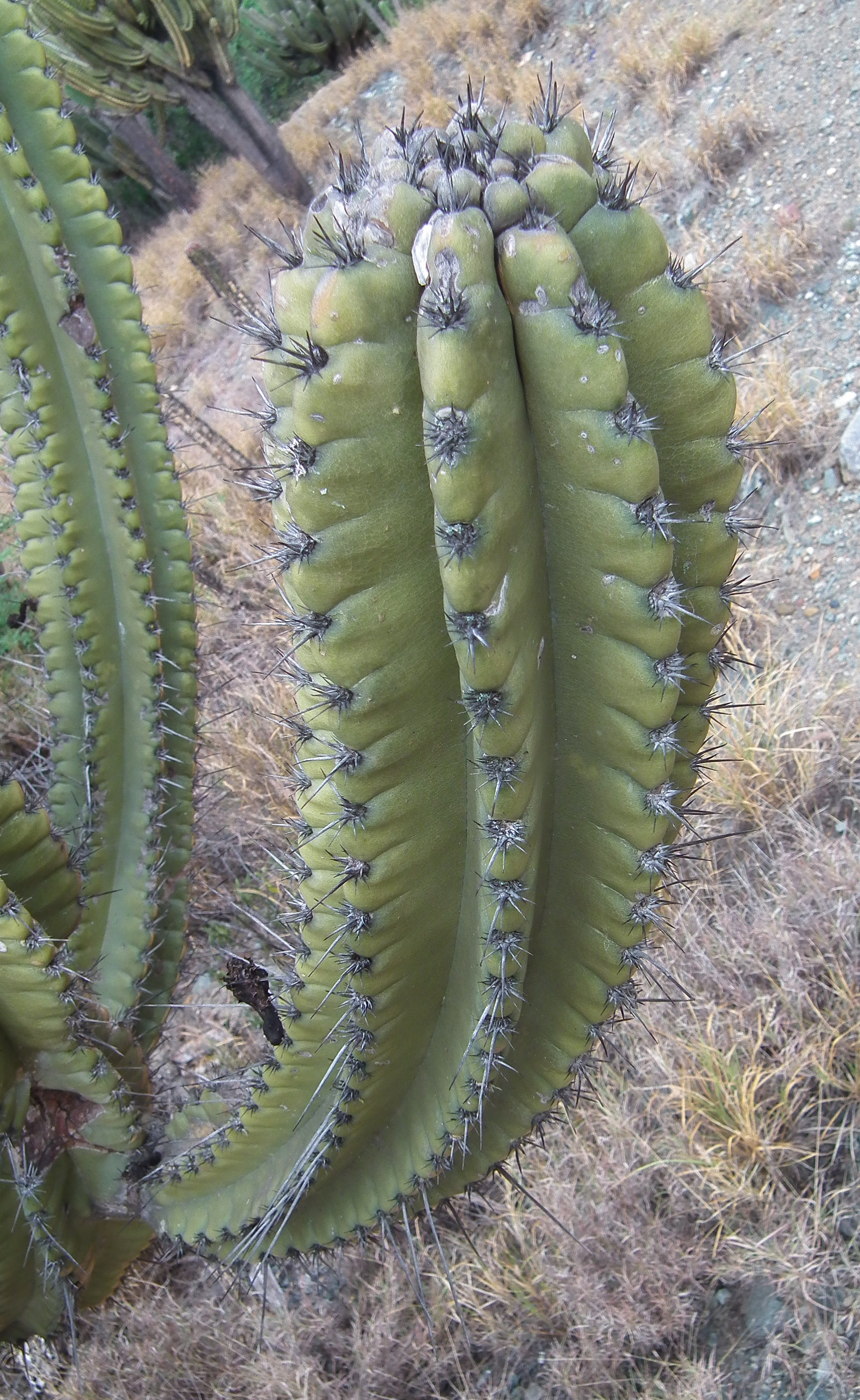
Detalle del tallo

Cereus fricii es una especie de cactus que crece en forma de árbol, está muy ramificado y alcanza alturas de hasta 8 m. Llega a formar un tronco de hasta 2 m de altura y 50 cm de diámetro. Los tallos son cilíndricos, crecen casi erguidos y son de color verde oscuro. 
Presentan de 4 a 6 costillas claramente dentadas que se pliegan horizontalmente. Sobre ellas se asientan areolas grandes cubiertas con lana blanca, separadas unas de otras de 1 a 2 cm. Tienen 3 espinas centrales que inicialmente son de color marrón oscuro y que se vuelven grises con la edad. Se caracterizan porque unas de las 3 espinas esta dirigida hacia abajo y las demás están más o menos erguidas. También presentan aproximadamente 7 espinas marginales de color marrón.
Las flores son de color crema, miden hasta 9 cm de largo y son nocturnas. Los frutos son de color salmón y miden hasta 6 cm.

## Distribución y hábitat
El área de distribución nativa de esta especie va desde el noreste de Colombia hasta Venezuela y crece principalmente en el bioma tropical estacionalmente seco.

## Taxonomía
Cereus fricii fue descrita por el botánico alemán Curt Backeberg y publicado en la revista ilustrada Monatsschrift der Deutschen Kakteen-Gesellschaft. 2: 164 en 1930.
Etimología
- Cereus: nombre genérico que deriva del término latíno cereus (que se traduce como 'vela' o 'cirio'), haciendo alusión a su forma alargada perfectamente recta.[5]
- fricii: epíteto específico otorgado en honor al botánico checo Alberto Vojtěch Frič.[6]

Sinonimia
- Cephalocereus fricii (Backeb.) Borg, 1951
- Cephalocereus russellianus (Rümpler) Rose, 1914
- Cereus margaritensis var. micracanthus Hummelinck, 1938
- Cereus russelianus Otto, 1850
- Pilocereus russelianus Rümpler, 1885
- Subpilocereus fricii (Backeb.) Backeb., 1941
- Subpilocereus margaritensis var. micranthus (Hummelinck) Backeb., 1941
- Subpilocereus repandus subsp. micracanthus (Hummelinck) Trujillo & Marisela Ponce, 1988
- Subpilocereus russelianus (Rümpler) Backeb., 1941
- Subpilocereus russelianus var. micracanthus (Hummelinck) Backeb., 1960

## Estado de conservación
En la Lista Roja de Especies Amenazadas de la UICN, la especie está clasificada como “Vulnerable (VU)”.

## Usos
Se cultiva principalmente como planta ornamental y su propagación se realiza a través de esquejes o semillas.

## Galería

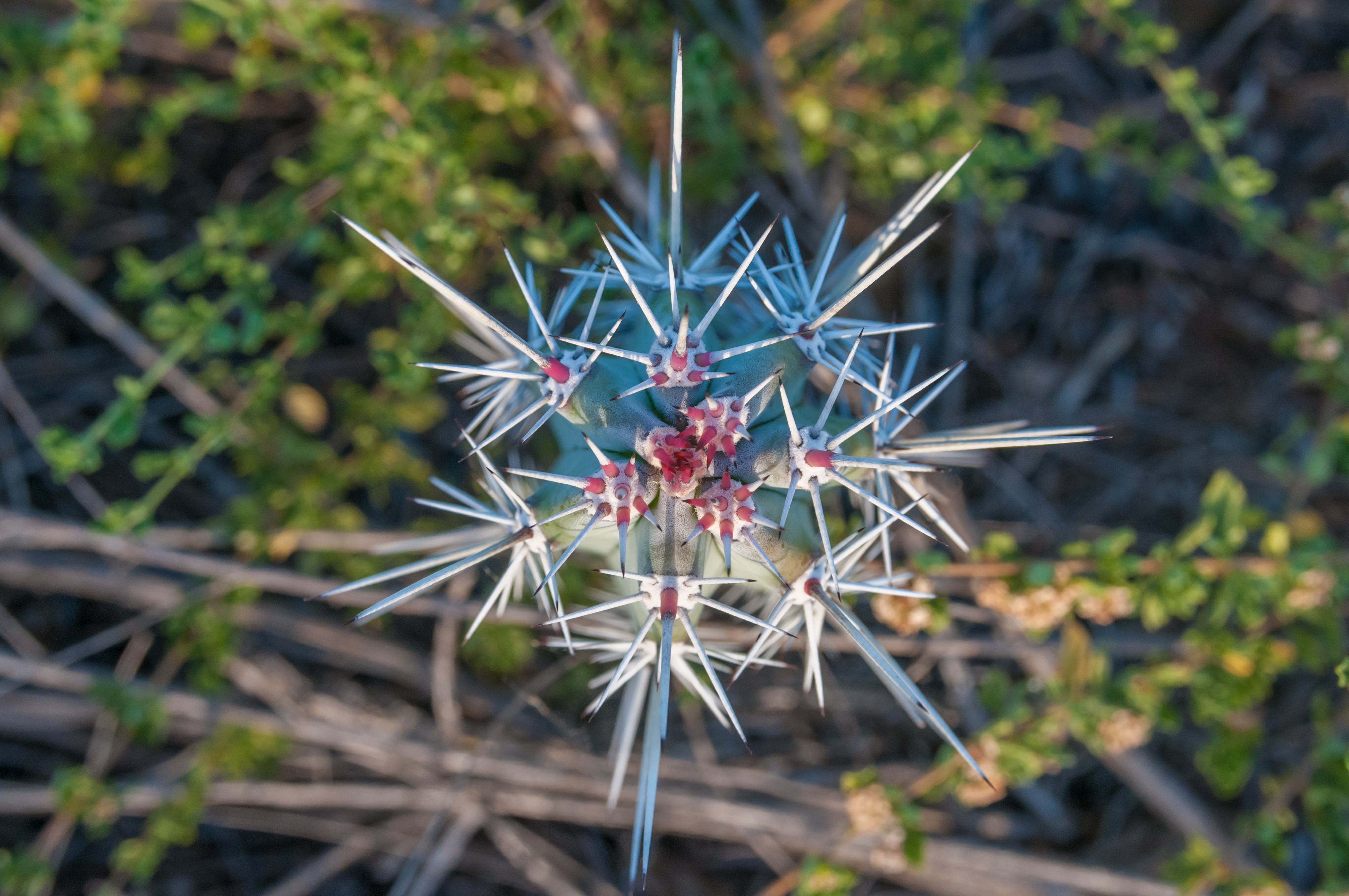
Vista del ápice
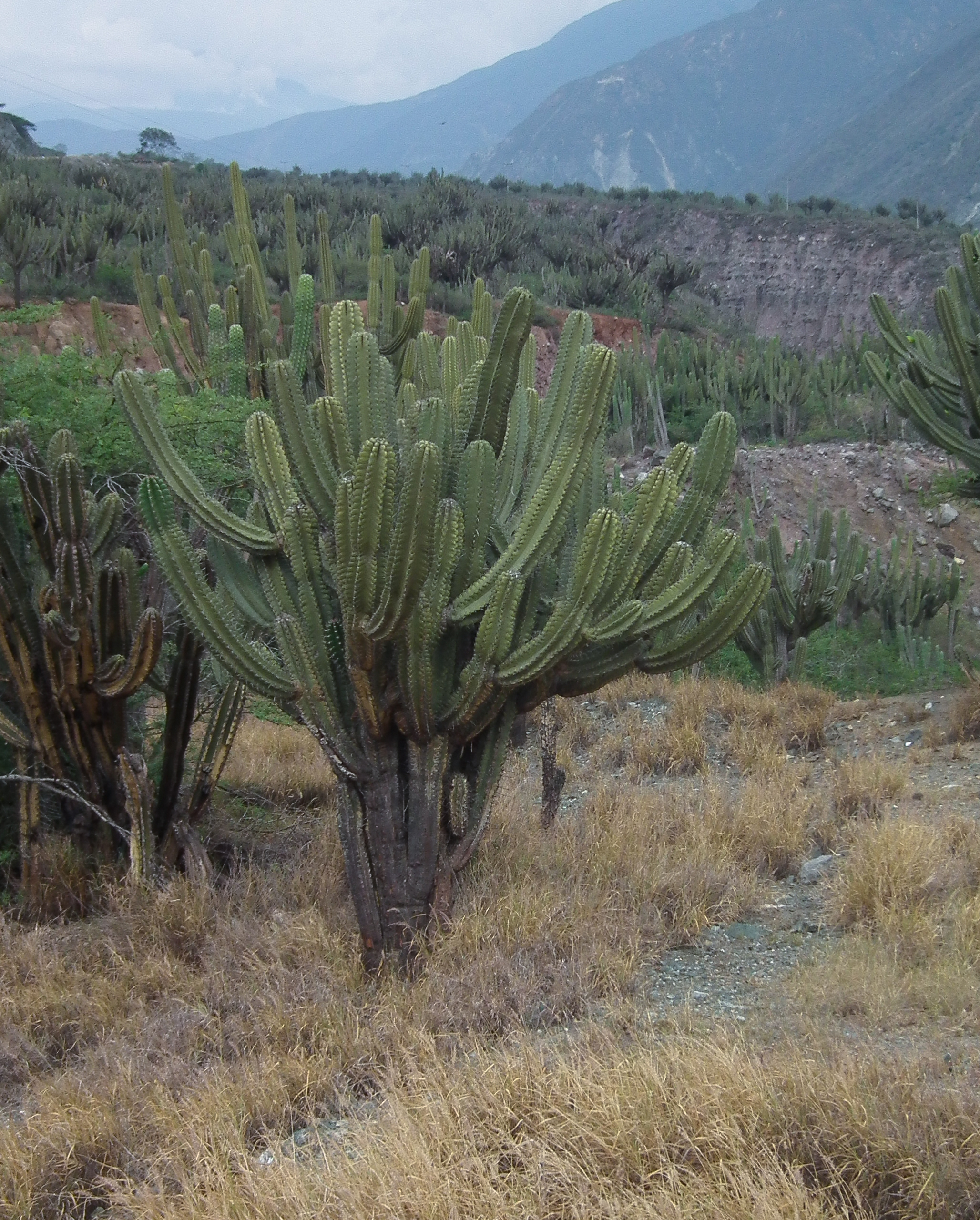
Porte de la planta
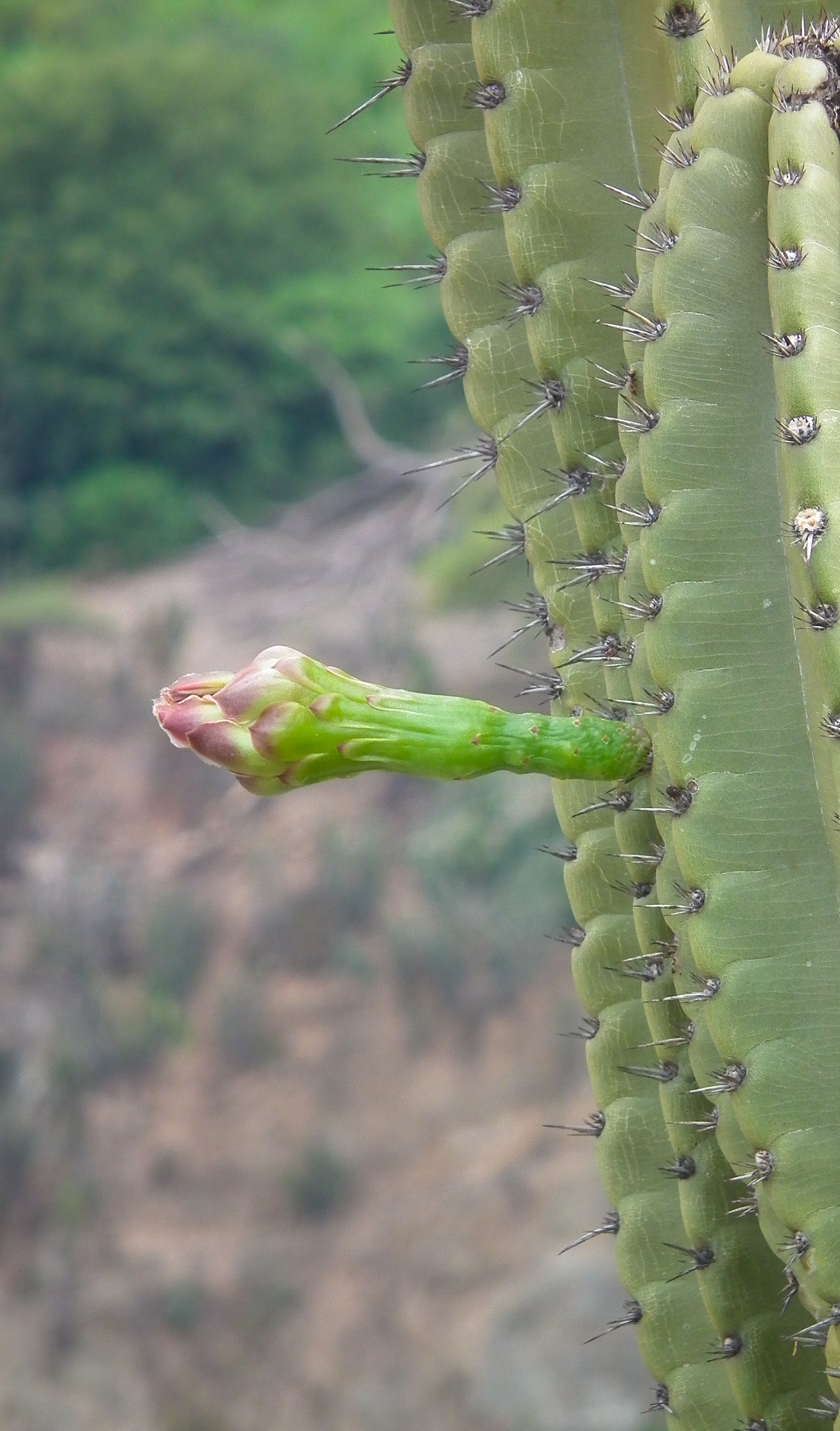
Detalle de capullo foral
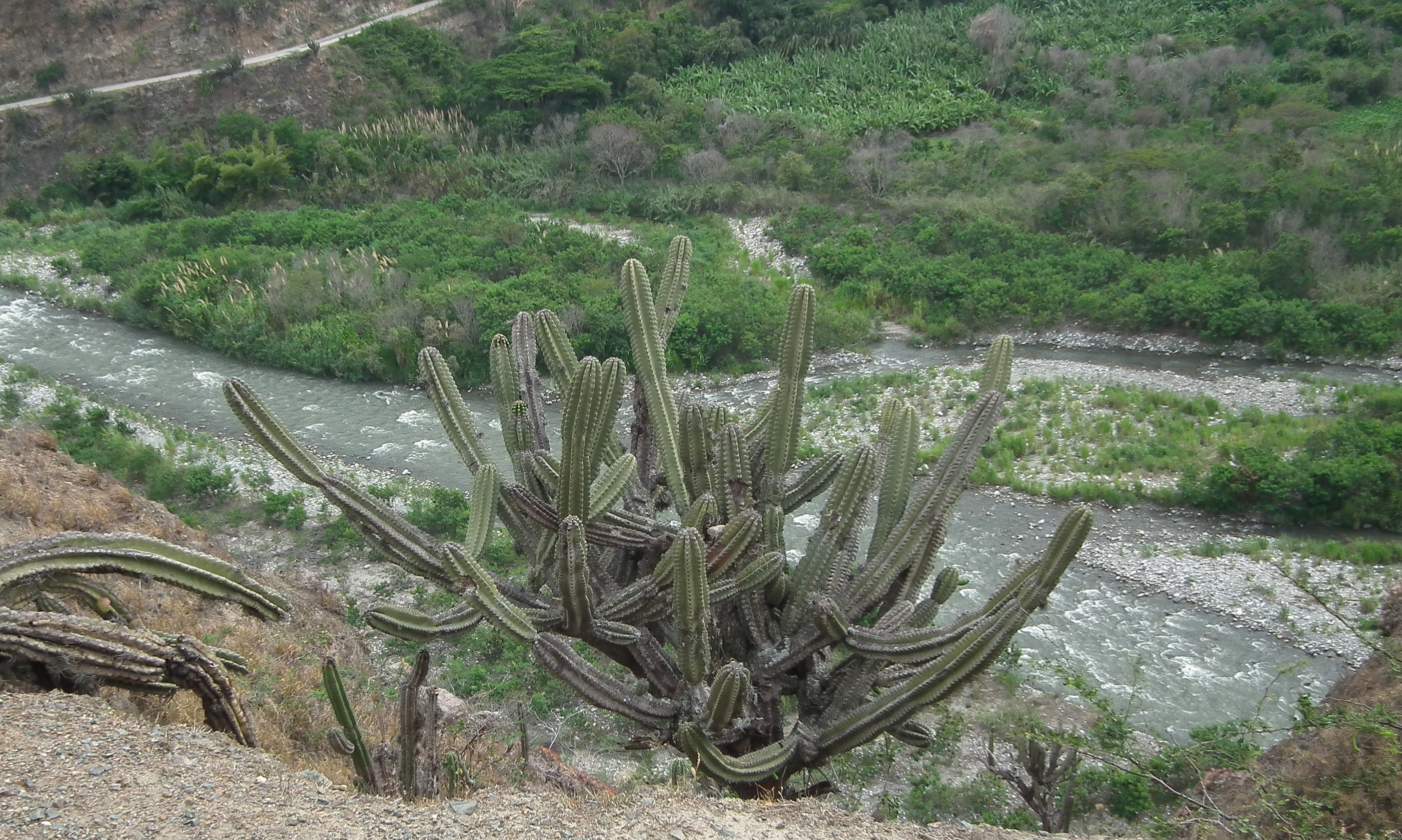
Planta en su hábitat
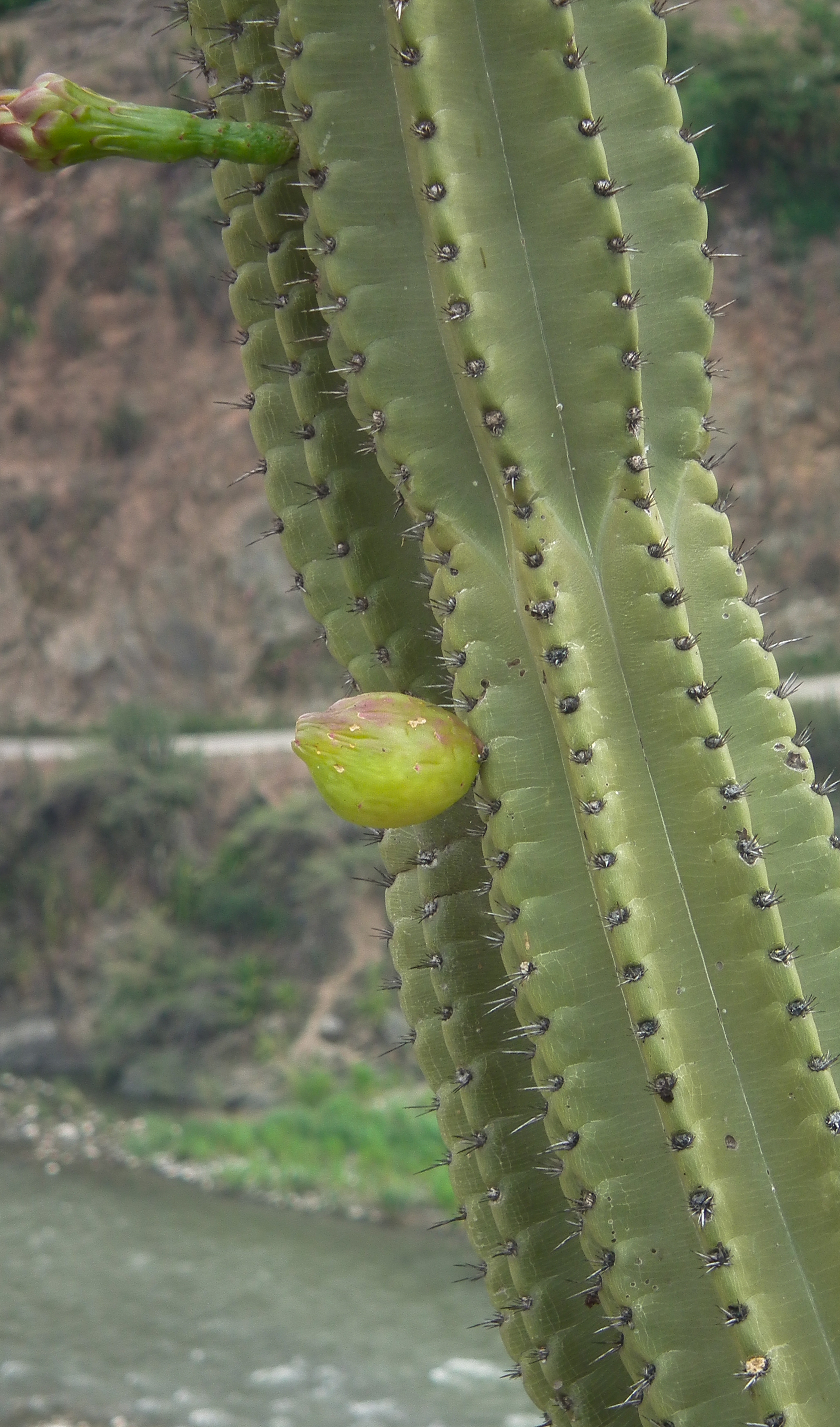
Detalle del fruto